# Mimetus penicillatus
Mimetus penicillatus là một loài nhện trong họ Mimetidae.
Loài này thuộc chi Mimetus. Mimetus penicillatus được Cândido Firmino de Mello-Leitão miêu tả năm 1929.